# Capilla del Santo Cristo de la Seo

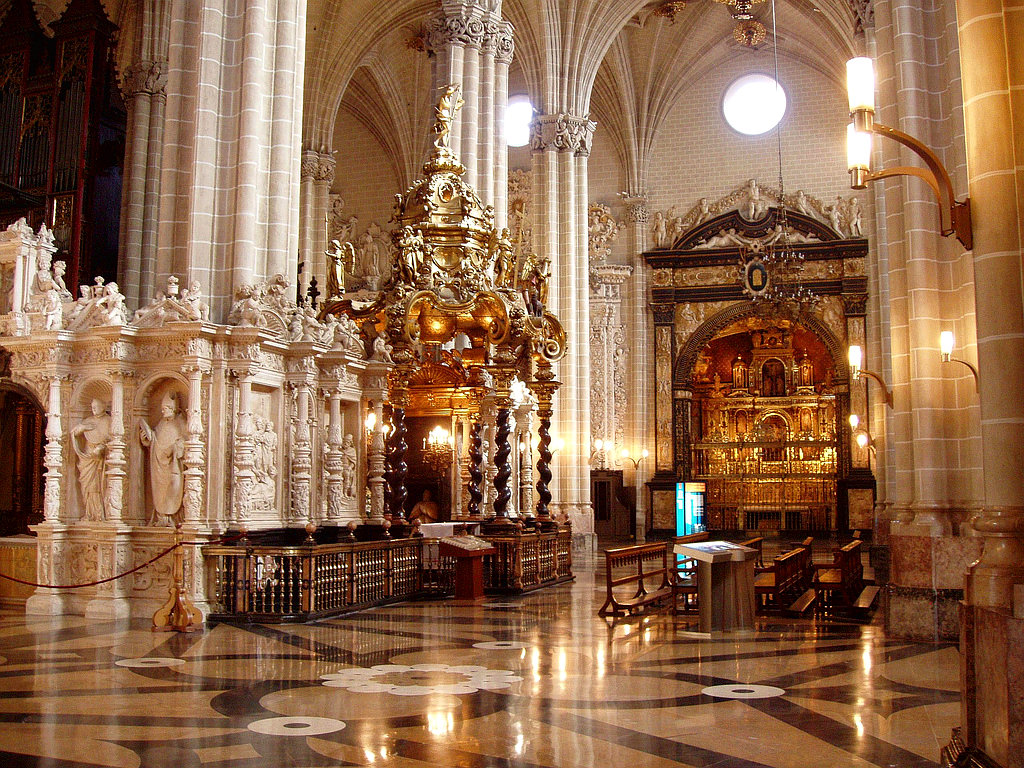
Interior de la catedral. A la izquierda, capilla del Santo Cristo de la Seo.

La capilla del Santo Cristo de la Seo de Zaragoza está ubicada en el lado sur del trascoro. Posee seis columnas salomónicas de mármol negro de Calatorao, una cúpula oval bien decorada y la imagen del Cristo resucitado junto a seis ángeles que llevan instrumentos alusivos a la Pasión. 

## Descripción
Fue construida al mismo tiempo que las otras capillas del trascoro, pero entre 1634 y 1639 se modificó para alojar el sepulcro del canónigo penitenciario Martín Funes y Lafiguera, luego obispo de Albarracín. Su sepulcro le muestra en actitud de oración.
Este baldaquino resguarda un Calvario con el Cristo muerto, la Mater Dolorosa y el apóstol San Juan. Las imágenes fueron talladas en madera por Arnau de Bruselas en el siglo XVI y policromadas por Juan Ramírez (1560), de acuerdo a los proyectos de Jerónimo Cósida. 
La imagen tiene una especial devoción en la ciudad, como da muestra la zarzuela Gigantes y cabezudos:

Cristo de la Seo,

Virgen del Pilar,

haz que se sosieguen

y no griten más.

Si en aumento sigue

esta rebelión,

de una gran paliza

no me libro yo.